# Antonio Maria Abbatini
Antonio Maria Abbatini, född 1597 i Tiferno,  död där 1679, var en italiensk kompositör och kapellmästare.

## Biografi
Abbatini var verksam som kapellmästare vid ett flertal kyrkor i Rom. Som kompositör skrev han mässor, motetter, hymner samt operor dessutom hjälpe han Athanasius Kircher att färdigställa musikverket Musurgia universalis 1650. Några av Abbatinis handskrivna och tryckta kompositioner finns på Uppsala universitetsbibliotek.
Abbatini ägnade sig bl. a. åt den flerköriga stilen med mångstämmiga körer. Sålunda skrev han en sextonkörig mässa (1627) och verk för åtta körer. I tryck utkom bl.a. Sacre canzoni i sex band. Han tonsatte även en av de första komiska operorna, Dal male il bene, (1654) tillsammans med Marco Marazzoli och har spelat stor roll för utvecklingen av operafinalen. Han skrev vidare operan Ione (1666) och dramatiska kantater.

## Operor
- Dal Male il Bene, uruppförd i Rom 1653
- Ione, uruppförd i Wien 1666
- La Comica del Cielo ovvero La Baltasara, uruppförd i Rom 1668